# Robert Buijtenhuijs
Robert Buijtenhuijs, né le 17 octobre 1936 à Amsterdam (Pays-Bas), mort à Bordeaux (Gironde) le 15 février 2004, est un chercheur africaniste néerlandais. Spécialiste des mouvements de libération, le Tchad et le Kenya furent parmi ses sujets d'étude principaux.

## Biographie
- 1970 - fevr.1999 Chercheur à l'Afrika-Studiecentrum, Leiden.
- mars 1999 Retraite en France.

## Publications

### Ouvrages
- Le mouvement « mau mau » : une révolte paysanne et anticoloniale en Afrique noire, Mouton, La Haye, 1971
- Le Frolinat et les révoltes populaires du Tchad, 1965-1976, Mouton, La Haye-Paris-New York, 1978.  (ISBN 9027976570)
- Le Frolinat et les guerres civiles du Tchad (1977-1984), ASC / Karthala, Paris, 1987.  (ISBN 2865371964)
- La Conférence nationale souveraine du Tchad. Un essai d'histoire immédiate, Karthala, Paris, 1993,  (ISBN 2865374602)
- Démocratisation en Afrique au sud du Sahara (1992-1995). Un bilan de la littérature, ASC / CEAN, Bordeaux, 1995 (en collab. avec C. Thiorot).  (ISBN 9054480262)
- Transition et élections au Tchad 1993-1997. Restauration autoritaire et recomposition politique, ASC / Karthala, Paris, 1998,  (ISBN 2865378683)